# Alexandru Candiano-Popescu
Alexandru Candiano-Popescu (n. 27 ianuarie 1841, Lipia, România – d. 25 iunie 1901, Târgoviște, Dâmbovița, România) a fost un avocat, ziarist, om politic, scriitor și general al armatei române, fondatorul ziarelor „Perseverența” și „Democrația” și inițiatorul mișcării republicane antidinastice din 8 august 1870, cunoscută și sub denumirea de Republica de la Ploiești.

## Biografie

### Studii militare
A absolvit Școala Militară de Ofițeri din București la 10 iulie 1857, ca sublocotenent de artilerie, parcurgând ierarhia militară până la gradul de căpitan. A participat (cu inima strânsă) la detronarea domnitorului Alexandru Ioan Cuza, la 11 februarie 1866. În memoriile sale el își justifică astfel acțiunea :
„Politicienii, cum am mai zis mai sus, aveau și interese de stat și interese personale ca să răstoarne pe Cuza. Interesul meu personal era ca dânsul să stea pe tron cât mai mult. Dar interesul meu nu se potrivea cu cel obștesc. Mie îmi mergea bine, țării însă îi mergea rău. [...] Cu sufletul înecat în amărăciune și în mâhnire, am intrat în conspirație împins de cea mai desăvârșită dezinteresare și împlinind cea mai grozavă jertfă pe care un om poate să o împlinească. [...] Câte nopți n-am dormit! Ce chin, ce luptă înverșunată s-a petrecut cu mine! Trebuia să mă hotărăsc. Am ales țara.”

### Republica de la Ploiești
În 1867 a demisionat din armată, urmând studii juridice in Italia și înființând două ziare, „Perseverența” și „Democrația”. Fiind considerat un agitator politic, a fost arestat de 3 ori, inclusiv o dată în Austro-Ungaria, unde a petrecut câteva săptămâni în închisoarea din Arad.
Posedând un pronunțat spirit de frondă, în august 1870 a condus mișcarea republicană de la Ploiești împotriva lui Carol I. Mișcarea a fost înfrântă, iar el împreună cu alți 40 participanți a fost pus sub acuzare, fiind însă achitați de tribunalul din Târgoviște.

### Constituirea Partidului Național Liberal
La 24 mai 1875, Alexandru Candiano-Popescu, împreună cu Ion C. Brătianu, Mihail Kogălniceanu, A.G. Golescu, George D. Vernescu, Tache Anastasiu, C. Fusea, Anastase Stolojan, Gheorghe Chitu, C.G. Pascov, N.C. Furculescu și alții și-au pus semnăturile pe un program politic care atesta fondarea Partidului Național Liberal.

### Războiul de Independență al României
Mobilizat în 1877, a participat la Războiul pentru Independență, remarcându-se la comanda Batalionului 2 Vânători în celebrul atac pentru cucerirea redutei Grivița 1. Citându-l la ordinea de zi a armatei pentru comportarea eroică avută la comanda Batalionului 2 Vânători, generalul Alexandru Cernat, ministrul de război, aprecia faptul că acesta, înrolat ca voluntar în război, s-a oferit să conducă batalionul „nefiind chemat la comanda acestuia”. Pentru faptele sale de arme a fost avansat la gradul de locotenent-colonel și decorat cu înalte ordine și medalii.

### Alte activități
În 1879 devine prefect al poliției Bucureștiului timp de 4 luni.
Deși participase la mișcarea antidinastică, el este, între anii 1880-1892, adjutant al regelui Carol I. Această numire este comentată de Mihai Eminescu în ziarul Timpul din 9 decembrie 1880.:
„Când un om ce, după propria sa mărturisire, soldat fiind, a luat parte la răsturnarea suveranului său și care, după știința tuturor, a proclamat răsturnarea domnitorului la Ploiești, devine sub domnul Brătianu adjutant domnesc, atașat ca om de încredere pe lângă suveranul pe care a voit să-l răstoarne, domnul Brătianu va permite tuturor rebelilor libertatea de-a conchide că impunitatea unui atentat la siguranța statului și a formei de guvernământ e, sub domnia sa, un titlu de recomandație pentru a înainta pe scara ierarhiei sociale.”
În 1894 este avansat la gradul de general de brigadă.

### Poet, memorialist
A scris versuri (Când n-aveam ce face - 1866), cântece de război și un volum de memorii „Amintiri din viața-mi”.

## Decorații
Alexandru Candiano-Popescu a fost decorat cu următoarele ordine și medalii:
- Steaua României în gradul de ofițer
- Medalia Virtutea Militară de aur
- Medalia Trecerea Dunării
- Medalia Apărătorii Independenței
- Crucea Sfântului Gheorghe.